# Соціологічне дослідження
Соціологічне дослідження — система логічних і послідовних методологічних, методичних та організаційно-технічних процедур для отримання наукових знань про соціальне явище, процес.
Соціологічне дослідження являє собою систему теоретичних і емпіричних процедур.

## Види соціологічних досліджень

### За метою
За метою соціологічні дослідження поділяються на фундаментальні та прикладні. Фундаментальні спрямовані на встановлення та аналіз соціальних тенденцій, закономірностей розвитку і пов'язані з вирішенням найскладніших проблем суспільства. Прикладні — націлені на вивчення конкретних об'єктів, вирішення певних соціальних проблем.

### За тривалістю
- довгострокові — від 3 років і більше;
- середньострокові — від 6 місяців до 3 років;
- короткострокові — від 2 до 6 місяців;
- експрес-дослідження — від 1—2 тижнів до 1—2 місяців.

### За глибиною аналізу
- Пошукові дослідження — за своїми параметрами є найпростішими, вирішують прості за змістом завдання. Застосовують їх тоді, коли проблема, об'єкт або предмет дослідження належить до маловивчених або взагалі не вивчених. Охоплюють невеликі сукупності, мають спрощені програму та інструментарій. Найчастіше використовують як попередній етап більш глибокого масштабного дослідження, орієнтуючи їх на збирання інформації щодо об'єкта та предмета дослідження, уточнення гіпотез тощо.

- Описові дослідження — покликані створити відносно цілісну уяву про досліджувані явища, процеси. Проводять відповідно до повної програми, застосовуючи чіткий, детально опрацьований інструментарій, здебільшого тоді, коли об'єктом аналізу є відносно велика спільнота людей, з певними соціальними, професійними і демографічними характеристиками. За структурою, набором процедур є значно складнішими від пошукових досліджень.

- Аналітичні дослідження — полягають не тільки в описуванні соціальних явищ та їх компонентів, а й у встановленні причин їх виникнення, механізмів функціонування, виокремлення факторів, що забезпечують їх. Підготовка аналітичного соціологічного дослідження потребує значних зусиль, професійної майстерності дослідника — аналітичних здібностей, вміння інтерпретувати та аналізувати складну соціологічну інформацію, робити виважені висновки.[2]

### Загальна класифікація соціологічних досліджень
Є багато аналізів соціологічних досліджень. За підручником Городяненка можна виділити такі їх види, на докладнішому аналізі яких, я зупинюсь пізніше:
1. За метою виокремлюють:

- фундаментальні дослідження
- прикладні дослідження

1. За глибиною аналізу виділяють:

- пошукові дослідження
- описові дослідження
- аналітичні дослідження

1. За методом, застосовуваним у соціологічному дослідженні:

- опитування
- аналіз документів
- соціологічне спостереження
- соціологічний експеримент.

1. За затратами часу виділяють:

- довгострокові (терміни проведення — від 3 років і більше),
- середньострокові (від 6 місяців до 3 років),
- короткострокові (від 2 до 6 місяців),
- та експрес-дослідження (від 1—2 тижнів до 1—2 місяців).

1. Залежно від відносин замовник-виконавець бувають:

- держбюджетними — ті дослідження, на виконання яких, кошти виділяє держава.
- госпрозрахунковими — ті, які оплачує певна фірма-замовник, компанія, або підприємство.

1. Залежно від способу дослідження об'єкта (у статиці чи динаміці) буває:

- разовим
- повторним

1. На рахунок об'єкта пізнання дійсності виокремлюють соціологічні дослідження у сферах:

- управління промисловості
- сільського господарства
- науки
- освіти
- політики
- культури
- охорони здоров'я тощо. Але необхідно

1. За системою вибору одиниць об'єкта соціологічні дослідження поділяються на:

- монографічні
- суцільні
- вибіркові.

1. Своєрідним називає автор пілотажні (пробні) соціологічні дослідження, адже вони мають не характерні для звичайного дослідження риси.

Ця систематизація не є досконалою в жодному разі. Ядов, наприклад виділяє ще якісні та кількісні соціологічні дослідження. Також розрізняють мікро- та макро-соціологічні дослідження.

### Фундаментальні та прикладні соціологічні дослідження
Відповідно до визначеної мети соціологічні дослідження поділяються на фундаментальні та прикладні. В найзагальнішому розумінні фундаментальні мають за мету розвиток науки. Прикладні ставлять за мету отримання та використання знань для вдосконалення соціальних процесів, вирішення різноманітних завдань життєдіяльності суспільства.

З іншого боку розглядають вже три підвиди — фундаментальні, прикладні та комплексні соціологічні дослідження. Фундаментальні дослідження спрямовані на виявлення та аналіз соціальних тенденцій, закономірностей розвитку і пов'язані, як правило, з вирішенням складних проблем суспільства та його масштабних складових частин (інститути, галузі та сфери життєдіяльності тощо). Прикладні дослідження використовують для вивчення шляхів, форм та засобів вдосконалення діяльності конкретних соціальних об'єктів. Комплексні дослідження проводять здебільшого з міждисциплінарної проблематики, які поєднують у собі елементи фундаментальних та прикладних досліджень.

### Пошукові, описові та аналітичні соціологічні дослідження
Пошукове, або як його ще називають, розвідувальне соціологічне дослідження проводиться з метою уточнення проблеми, більш коректної постановки задач і висування обґрунтованих гіпотез. Тобто воно є певним чином повноцінним соціологічним дослідженням. Проведення пошукового дослідження обов*язкове в тому випадку, коли літератури з даного питання або недостатньо, або її взагалі немає. Воно допомагає досліднику правильно зорієнтуватись в новому для нього питанні.

Пошукове дослідження — найбільш спрощений вид соціологічного дослідження. При його виконанні опитується невелика частина людей, програма та інструментарій дослідження максимально спрощені, дані дослідження не репрезентативні. Суть його полягає в отриманні приблизних даних про маловивчений об'єкт, і його кошторис дуже малий. Але при первинному дослідженні певного об'єкта воно просто незамінне.

Дехто причисляє до них експрес дослідження. З одної сторони це правильно, адже там також досить обмежений інструментарій, короткі строки, а також вони не ставлять перед собою на меті розв'язання фундаментальних наукових цілей. Але з іншої сторони воно приносить дані про вже вивчений об'єкт, і надає дані необхідні суспільству в даний момент.

Пошукове дослідження використовує такі методи: інтерв'ю, фокус-група, спостереження, опитування експертів з даного питання, вивчення документів, або статистичних даних, які можуть допомогти по даній темі.

Деякі дослідники вважають різновидом пошукового дослідження пілотажні соціологічні дослідження. Але попри деякі схожості — в часі проведення, мінімальному використанні коштів, схожих методах, це окремий вид дослідження.

Основною відмінністю є те, що пілотажне дослідження призначене для відпрацювання технічних процедур та прийомів, найчастіше — для перевірки опитувальника, адже різні категорії населення можуть по-різному сприйняти питання анкети, і відповідати на нього, зовсім не так, як цього очікує дослідник. Саме тому пілотаж називають «генеральною» репетицією перед проведенням дослідження.

Описове дослідження має на меті дати поверховий зріз явища, воно не дає досліднику виявити причинно — наслідкові зв'язки. Це — якісно складніший тип соціологічного дослідження. Його інструментарій значно складніший за пошукове, наявна продумана і обґрунтована програма соціологічного дослідження, в нього серйозніші цілі, воно проводиться значно довше.

Аналітичне дослідження — найбільш глибокий вид соціологічного аналізу. Воно повинне виявляти приховані причинно — наслідкові зв'язки, Основним його характеристиками є репрезентативність, надійність, достовірність і тому подібне. Воно є еталоном правильного соціологічного дослідження.

Ці три типи соціологічного дослідження складають одну з класифікацій. Її характерною рисою є наростання складності при проведенні дослідження від першого до третього типу. До того ж є тенденція до зменшення числа досліджень при підвищенні типу досліджень — мало хто може провести аналітичне дослідження і коштів на нього потрібно в рази більше.

### Разове (монографічне) та повторні соціологічні дослідження
Разове дослідження, або як його ще називають, точкове дає інформацію про стан, або кількісні характеристики об'єкту. Це звичайно корисно, але там не враховуються зміни, тенденції досліджуваного об'єкту. Дається аналіз «застиглий» в певний момент.

Повторне дослідження — це сукупність декількох досліджень, які проводяться по єдиній програмі і інструментарію через визначені проміжки часу. Метою даного типу досліджень є встановлення динаміки в розвитку досліджуваного об'єкта. Є чотири основні типи повторних досліджень. Перші два схожі на дослідження з демографії за методом реального та умовного поколінь:
1. Лонгітюдне дослідження — вивчення одної сукупності осіб протягом їхнього життя. Його мета полягає в вивченні та реєстрації певних показників через строго встановлені проміжки часу, а також встановлення їх змін та взаємовпливів. Також воно називається моніторингом. Соціальний моніторинг — це системно організована сукупність регулярно повторюваних досліджень, мета яких полягає в науково — інформаційній допомозі зацікавленим установам в реалізації соціальних програм.
2. Когортне — вивчення осіб певного віку в різні періоди історії — як змінюються їхні погляди, уподобання, залежно від суспільних устоїв, характерних їхньому часу.
3. Трендове дослідження — дослідження, яке проводиться по одній і тій же генеральній сукупності з інтервалом в часі і з дотриманням відносно однакової методики. Найпопулярнішим прикладом трендових досліджень є переписи населення. Їхньою метою ж є встановлення тенденцій (трендів моди) соціальних змін.
4. Панельне дослідження — такий тип дослідження, коли воно проводиться по єдиній програмі, по одній і тій же вибірці та методиці через певний інтервал часу. Відмінність від інших досліджень полягає в тому, що люди можуть змінюватись, а об'єкт дослідження — підприємство, цех залишаються незмінними.

### Суцільне, вибіркове та монографічне дослідження
Вибіркове дослідження являє собою спосіб систематичного відбору даних про поведінку та установки людей через опитування спеціальної підбірки респондентів. Ця група за своїми характеристиками повинна відображати специфіку генеральної сукупності.

Одним з найяскравіших прикладів разового дослідження є монографічне соціологічне дослідження. Суть його полягає в дослідження одного або декількох об'єктів в рамках розробленої теорії. Такий собі «діагноз» суспільства в даний момент часу. Найчастіше монографічне дослідження використовується в дослідженнях села. Також в етнографічних вивченнях племен, малих спільнот. Недоліком монографічного дослідження є його не репрезентативність, а також можливості мінімальної помилки дослідника, яка в результаті його умовиводів стає систематичною.

Суцільне соціологічне дослідження проводиться рідше. Воно повинне охоплювати всю генеральну сукупність. Це можливо на деяких підприємствах, фірмах, але не на державному рівні. Таке дослідження дуже дороге і його прикладом є перепис населення.
Спостереження, експеримент.

Будь-яка людська дія — це експеримент. Соціологічний експеримент полягає в поєднанні таких факторів:
- Виділення досліджуваного фактору впливу
- Знаходження двох схожих груп — піддослідної та контрольної
- Вплив ззовні з боку дослідника на піддослідну групу.
- Експеримент дозволяє дослідити вплив того чи іншого фактора на суспільство без очікування доки цей фактор з'явиться в суспільному житті. Але в випадку експерименту дослідник повинен чітко дотримуватися встановлених норм моралі та поведінки.

Спостереження відмінне від експерименту тим, що в ньому дослідник не втручається в життя індивідів — він спостерігає за ними, роблячи певні висновки про реакцію піддослідних на певні впливи, їхню структуру, взаємозв'язки.

### Аналіз випадку
Аналіз випадку — це дуже суперечливий серед дослідників метод вивчення суспільства. Є дуже багато розумінь цього методу, зокрема:
- Детальний розгляд події, або їх серії, які, на думку дослідника, являють собою певні теоретичні принципи.
- Емпіричне дослідження, яке вивчає явище в реальному життєвому контексті, коли кордони між явищем та контекстом розмиті
- Група якісних досліджень, в яких переважно використовуються глибинні інтерв'ю, групові інтерв'ю, а також інші методи.

З даних визначень випливає певна неясність, яку можливо з часом розтлумачать дослідники.

## Методи соціологічного дослідження
Методоло́гія та ме́тоди соціологі́чного дослі́дження — сфера соціологічної науки, яка вивчає способи методологічного обґрунтування соціологічного дослідження, принципи формування програми дослідження, зміст та характеристики методів збирання первинної соціологічної інформації, а також — специфіку застосування методів та комп'ютерних технологій для збору та аналізу соціологічних даних.
За методом, застосовуваним у соціологічному дослідженні, відокремлюють метод опитування, контент-аналіз, метод експерименту, соціологічне спостереження, метод експертної оцінки.

## Напрямки досліджень
Напрямки досліджень:
- Рівні соціологічного знання та специфіка методології емпіричного дослідження
- Структура та функції програми в соціологічному дослідженні
- Специфіка соціальної кваліметрії
- Вибірковий метод в соціології
- Класифікація методів збирання соціологічної інформації
- Технологія збору первинної соціологічної інформації
- Специфіка застосування методів математичного аналізу щодо соціологічних даних
- Технології обробки соціологічної інформації

## Виноски
1. ↑  Дворецька, Галина Власівна (2002). Соціологія. Київ: КНЕУ. с. 355. ISBN 966–574–320–1. {{cite book}}: Перевірте значення |isbn=: недійсний символ (довідка)
2. ↑  Соціологія (підручник). В. Городяненко